# 本郷 (福井市)
本郷（ほんごう）は、福井県福井市の地域。川西ブロック(北西部)に属する。

## 人口
本郷には2024年1月1日現在953人が住んでおり、世帯数は375世帯。そのうち男性が474人、女性は479人。